# Kenwyne Jones
Kenwyne Joel Jones (Point Fortin, 5 oktober 1984) is een Trinidiaans voetballer die bij voorkeur als aanvaller speelt. Hij verruilde in 2014 Stoke City voor Cardiff City, dat hem in januari 2016 uitleende aan het Arabische Al-Jazira Club. Hij debuteerde in 2003 in het voetbalelftal van Trinidad en Tobago.

## Clubcarrière
Jones speelde in Trinidad & Tobago bij Joe Public en W Connection. In juli 2004 versierde hij een contract bij Southampton na een geslaagde proefperiode. In zijn eerste seizoen bij The Saints werd hij tweemaal uitgeleend, eerst aan Sheffield Wednesday en vervolgens aan Stoke City.
Op 29 augustus 2007 tekende hij een vierjarig contract bij Sunderland. The Black Cats betaalden 7,5 miljoen euro aan Southampton, terwijl Jones' landgenoot Stern John de omgekeerde weg bewandelde. Op 1 september 2007 maakte hij zijn debuut tegen Manchester United. Op 15 september 2007 scoorde hij zijn eerste doelpunt voor Sunderland, tegen Reading. In drie seizoenen maakte hij 26 doelpunten in 94 wedstrijden voor Sunderland.
Op 11 augustus 2010 tekende Jones een vierjarig contract bij Stoke City, dat een bedrag van ongeveer 9,7 miljoen euro op tafel legde voor de aanvaller. Hij nam het rugnummer 9 over van James Beattie. Op 14 augustus 2010 maakte hij zijn debuut voor Stoke, in de wedstrijd tegen Wolverhampton Wanderers. In zijn eerste seizoen scoorde hij negen keer in 34 wedstrijden. In zijn tweede seizoen maakte hij één doelpunt in 21 wedstrijden. Jones stond op 14 mei 2011 met Stoke City in de finale van de strijd om de FA Cup. Daarin verloor de ploeg van trainer-coach Tony Pulis met 1-0 van Manchester City door een treffer in de 74ste minuut van Yaya Touré.

## Interlandcarrière
Jones maakte zijn debuut voor Trinidad en Tobago op 29 januari 2003 in een vriendschappelijke wedstrijd tegen Finland. Op 25 mei 2005 maakte hij zijn eerste doelpunt voor Trinidad en Tobago tegen Bermuda.

## Erelijst
Bournemouth
- Kampioen Championship

2014/15